# 三谷站 (岡山縣)

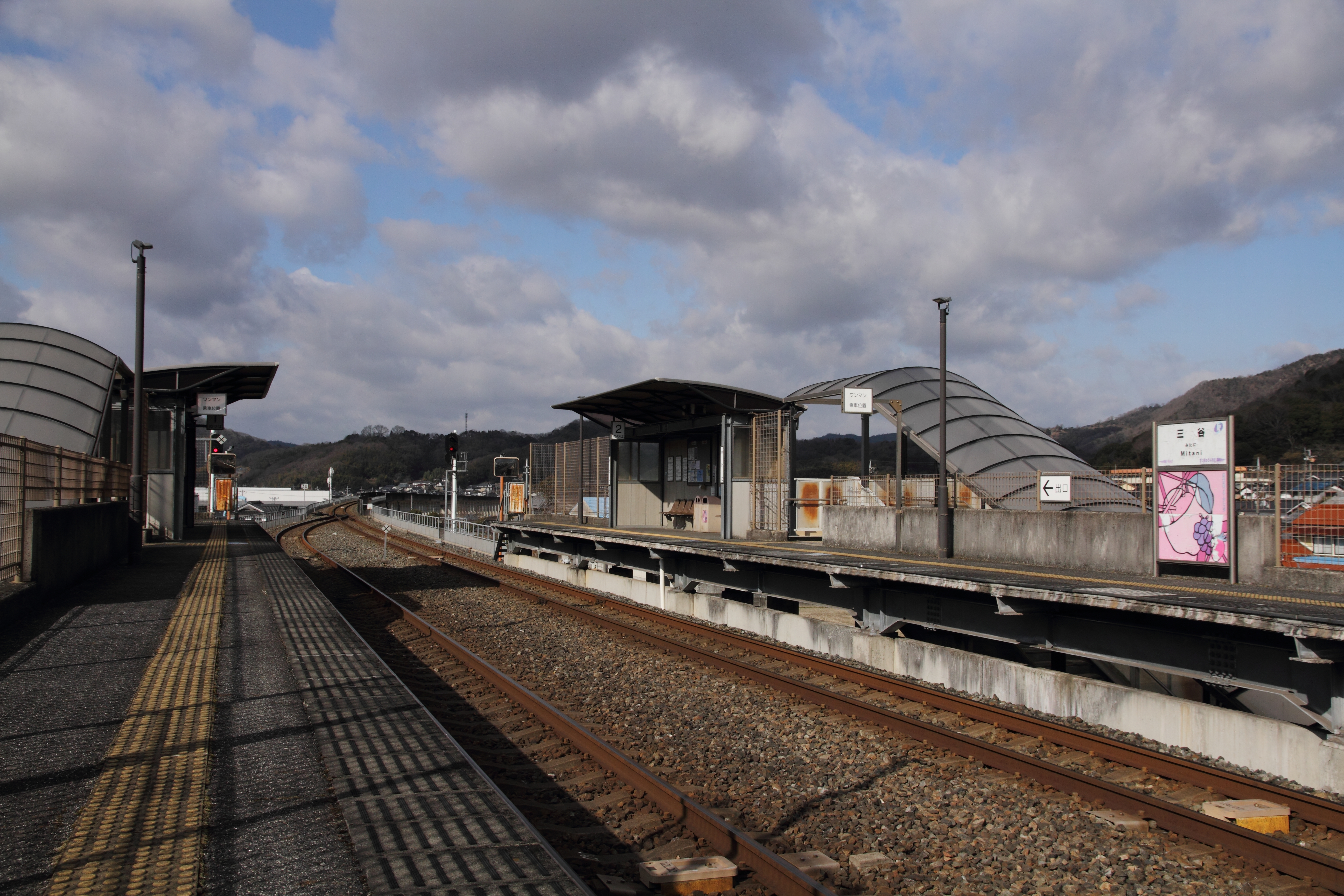
月台（2022年2月）

三谷站（日语：／ Mitani eki */?）是井原鐵道井原線的車站，位於岡山縣小田郡矢掛町東三成。

## 歷史
- 1999年（平成11年）1月11日 - 井原線開通，此站啟用[1]。

## 車站構造
車站是一座高架車站，設有2面2線的側式月台，可進行列車交會。於車站月台東端設有梯級連接高架橋下的站房（但是，月台與車站出入口之間不需要經過站房）。此站是無人車站，沒有設置自動售票機。大樓內設有租賃單車櫃臺，沒有售票櫃臺。此站設有泊車轉乘設施，於站前設有停車場，可停泊19架車輛。

### 月台
| 月台 | 路線    | 上下行 | 方向           | 備註                |
| ---- | ------- | ------ | -------------- | ------------------- |
| 1    | ■井原線 | 下行   | 井原、神邊方向 | 部分列車使用2號月台 |
| 2    | ■井原線 | 上行   | 清音、總社方向 |                     |

2號月台為上下行本線，1號月台為上下行副本線，為一線通過結構。在實際運作上，井原線只有各站停車的普通列車班次。早上時段中，除了部分列車外，月台設有方向性。

## 使用狀況
以下為1日平均乘車人次：
| 年度   | 1日平均 乘車人次 |
| ------ | ---------------- |
| 2018年 | 65               |

## 車站周邊
- 矢掛町立三谷小學
- 三谷郵局
- 國道486號（日语：国道486号）
- 水車之里Fruit Topia…在站名牌的下半部分的圖案是描繪了該設施[1]。

## 相鄰車站
井原鐵道
■井原線
備中吳妹－三谷－矢掛

## 注腳
1. 1 2 3 4 5 6 7  . 鐵道畫刊 (鐵道畫刊社). 1999-04, 33 (4): 70–74.
2. ↑  國土數値情報 不同站的上下車人次數據 （页面存档备份，存于） - 國土交通省，2019年9月3日參閲

## 外部連結
- 三谷站 – 井原鐵道 （页面存档备份，存于）（日語）